# Kabaret śmierci
Kabaret śmierci (ang. The Cabaret of Death) – telewizyjny, fabularyzowany film dokumentalny z 2014 roku, produkcji polskiej, w reżyserii Andrzeja Celińskiego.
Dzieło opowiada o artystach żydowskiego pochodzenia, dla których sztuka i poczucie humoru służyły jako broń w walce o przetrwanie oraz „o duszę i godność” w czasie pobytu w gettach i obozach koncentracyjnych II wojny światowej. Obraz składa się z serii fabularnie inscenizowanych epizodów, będących wierną rekonstrukcją rzeczywistych wydarzeń. W roli komentatorów wystąpili współcześni artyści i pisarze, którzy zajmowali się tematyką filmu, oraz ostatni żyjący uczestnicy i świadkowie przedstawionych wydarzeń. Przez cały film przewija się postać komedianta Rubinsteina. Muzykę do filmu skomponował zespół Kroke.
Prapremiera filmu odbyła się 25 lutego 2014 w Domu Spotkań z Historią w Warszawie. Stacja TVP Warszawa wyemitowała krótką relację z tego wydarzenia. Premiera festiwalowa Kabaretu śmierci odbyła się 17 września 2014 w ramach 39 Festiwalu Polskich Filmów Fabularnych w Gdyni. Cztery miesiące później, 20 stycznia 2015 o godz. 22:55, na antenie TVP2 miała swoje miejsce telewizyjna premiera.

## Nagrody
- 14 kwietnia 2015[8], Las Vegas[8] (Stany Zjednoczone), konkurs New York Festivals – 2015 World's Best Television & Films, Złoty Medal (Gold World Medal) w kategorii filmów dokumentalnych (Film and Video – Film Productions: Documentaries)[3][9];
- 24 września 2015, Turyn (Włochy), konkurs Prix Italia, nagroda Prix Italia w kategorii „Sztuki performatywne – dokument o muzyce i sztuce” (Prix Italia: Performing Arts – Documentary on Music and Arts)[2];